# La Luna (album)
La Luna – album muzyczny angielskiej wokalistki Sarah Brightman wydany w roku 2000 przez wytwórnię Angel Records.

## Lista ścieżek

### Wydanie amerykańskie:
1. La Lune (2:53)
(muzyka: Frank Peterson, słowa: Anna-Lena Strasse)
2. Winter in July (4:32)
(muzyka: Tim Simenon, Guy Sigsworth; słowa: Loretta Heywood)
3. Scarborough Fair (4:11)
muzyka i słowa: autor nieznany, adaptacja Frank Peterson
4. Figlio Perduto (4:37)
(muzyka: Ludwig van Beethoven, słowa: Chiara Ferrau, adaptacja: Michael Soltau)
5. A Whiter Shade of Pale (3:38)
(muzyka: Matthew Fisher, Gary Brooker; słowa: Keith Reid )
6. He Doesn't See Me (4:28)
(muzyka i słowa: Goldman, Romanelli, tekst angielski: Read, Ingebrigsten, Marazzi, Adams; adaptacja: Frank Peterson)
7. Serenade (1:16)
(muzyka: Frank Peterson, Michael Soltau)
8. How Fair This Place (2:10)
(muzyka: Siergiej Rachmaninow, słowa: G. Galina)
9. Hijo de la Luna (4:27)
(muzyka i słowa: José Maria Cano)
10. Here With Me (5:24)
(muzyka i słowa: Dido Armstrong, Paul Stratham, Pascal Gabriel)
11. La Califfa (2:47)
(muzyka: Ennio Morricone, słowa: Alberto Bevilacqua)
12. This Love (6:11)
(muzyka i słowa: Craig Armstrong, Jerry Burns)
13. Solo con Te (3:06)
(muzyka: G.F. Händel, adaptacja: Frank Peterson, Sarah Brightman; słowa: Chiara Ferrau)
14. Gloomy Sunday (3:47)
(muzyka: Reszo Seress, słowa: Laszlo Javor, Sam M. Lewis)
15. La Luna (7:23)
(muzyka: Antonín Dvořák, adaptacja: Frank Peterson, słowa: Chiara Ferrau)

ukryty utwór: Moon River (muzyka: Henry Mancini, słowa: Johnny Mercer)

rozpoczyna się w 5:16 ścieżki 15 - "La Luna"; 20 sekund po zakończeniu tytułowego utworu

### Wydanie europejskie
1. This Love (6:19)
(muzyka i słowa: Craig Armstrong, Jerry Burns)
2. Scarborough Fair (4:10)
(muzyka i słowa: autor nieznany, adaptacja Frank Peterson
3. Figlio Perduto (4:36)
(muzyka: Ludwig van Beethoven, słowa: Chiara Ferrau, adaptacja: Michael Soltau)
4. La Califfa (3:05)
(muzyka: Ennio Morricone, słowa: Alberto Bevilacqua)
5. Here With Me (5:12)
(muzyka i słowa: Dido Armstrong, Paul Stratham, Pascal Gabriel)
6. Serenade (instrumentalny) (0:50)
(muzyka: Frank Peterson, Michael Soltau)
7. How Fare This Spot (2:07)
(muzyka: Siergiej Rachmaninow, słowa: G. Galina)
8. Hijo De La Luna (4:27)
(muzyka i słowa: José María Cano)
9. She Doesn't See Him (4:26)
(muzyka i słowa: Goldman, Romanelli; tekst angielski: Read, Ingebrigsten, Marazzi, Adams; adaptacja: Frank Peterson)
10. Solo Con Te (3:04)
(muzyka: Georg Friedrich Händel|G.F. Händel, adaptacja: Frank Peterson, Sarah Brightman; słowa: Chiara Ferrau)
11. Gloomy Sunday (3:45)
(muzyka: Reszo Seress, słowa: Laszlo Javor, Sam M. Lewis)
12. La Luna (4:58) (muzyka: Antonín Dvořák, adaptacja: Frank Peterson, słowa: Chiara Ferrau)

dodatkowa ścieżka (bez numeru): First of May (koncertowa) (3:03)
muzyka i słowa: B., R., M. Gibb (Bee Gees)